# Pico de La Atalaya
El pico de La Atalaya es una de las montañas que integran Sierra Nevada (España). Está situada en la provincia de Granada, en la zona central de la cordillera, al noreste de La Alcazaba y el Mulhacén. Tiene una altura de 3.148 m s. n. m. En sus faldas, nace el río Maitena, primer afluente importante del río Genil por su margen derecha.

## Geología
Geológicamente, pertenece al llamado Complejo Nevadofilábride y, dentro de él, al Grupos del Mulhacén. Las rocas son fundamentalmente micasquistos, con distena y estaurolita.